# 扩展女贞
扩展女贞（学名：Ligustrum expansum）是木犀科女贞属的植物，是中国的特有植物。分布在中国大陆的湖北等地，生长于海拔1,300米的地区，一般生于溪旁，目前尚未由人工引种栽培。